# Geodesia satellitare

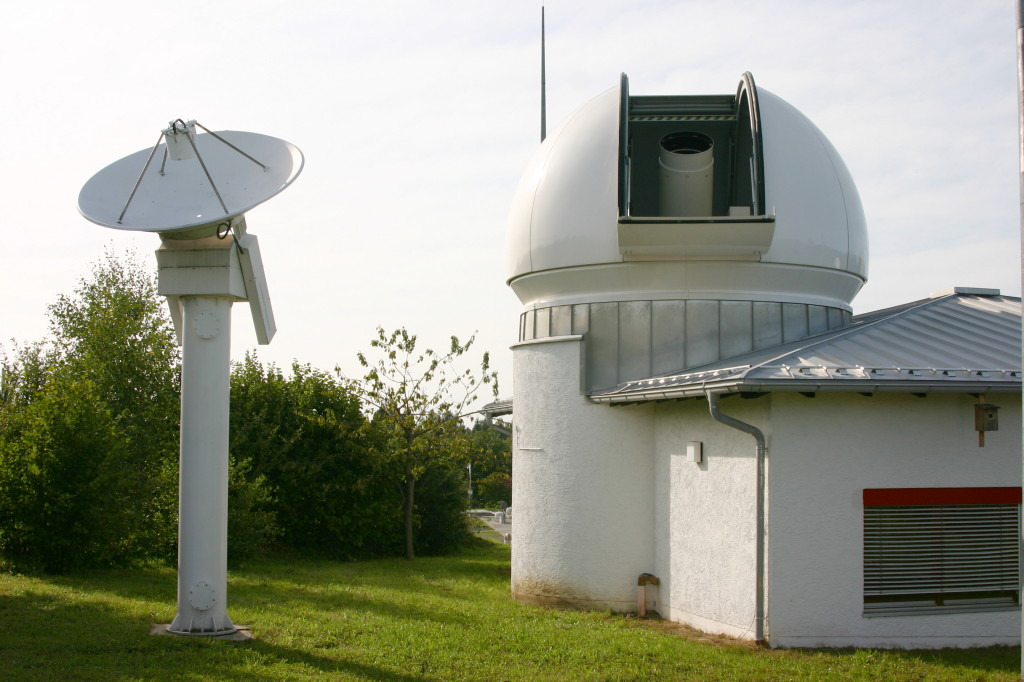
Wettzell Laser Ranging System, una stazione di laser ranging satellitare

La geodesia satellitare si occupa della misurazione della forma e delle dimensioni della Terra, della determinazione della posizione di oggetti sulla sua superficie e della ricostruzione del campo gravitazionale della Terra per mezzo di sistemi di geodesia basati sull'utilizzo satelliti artificiali. La geodesia satellitare appartiene all'ambito più ampio della geodesia spaziale, la quale include anche tecniche di geodesia basate su interferometria a lunga base (VLBI) e laser ranging lunare (anche se quest'ultimo potrebbe essere classificato come geodesia satellitare, essendo la Luna a tutti gli effetti un satellite terrestre).
Gli scopi principali della geodesia satellitare sono:
1. Determinazione della forma della Terra, posizionamento e navigazione;
2. Determinazione del campo gravitazionale terrestre e del geoide;
3. Misura dei fenomeni geodinamici, come i movimenti della crosta terrestre e il movimento dei poli.

I dati ricavati dalla geodesia satellitare possono essere applicati a diverse discipline, come la navigazione, l'idrografia e la geofisica. La geodesia satellitare si basa in particolare sulla meccanica orbitale.

## Storia

### Le origini (1957-1970)
La geodesia satellitare ebbe inizio subito dopo il lancio dello Sputnik nel 1957. Le osservazioni effettuate dal satellite Vanguard 1 nel 1958 permisero una accurata misurazione dello schiacciamento dei poli. Nel 1960 furono lanciati il satellite Transit-1B, per la determinazione della posizione mediante effetto Doppler, che permise la misura delle componenti armoniche del campo gravitazionale terrestre.. Il primo satellite dedicato alla geodesia fu ANNA-1B, lanciato nel 1962, frutto di una collaborazione tra la NASA, il Dipartimento della Difesa degli Stati Uniti e altre agenzie civili.. Tra il 1960 e il 1966 furono lanciati i satelliti-pallone ECHO 1, ECHO 2, e PAGEOS (PAssive Geodetic Earth Orbiting Satellite).
Queste missioni satellitari permisero la determinazione delle principali armoniche del campo gravitazionale e della forma del geoide.
Tra il 1968 e il 1978 l'Unione Sovietica lanciò la serie di 18 satelliti militari per geodesia SFERA, con lo scopo di studiare la deriva dei continenti e migliorare i sistemi di localizzazione.

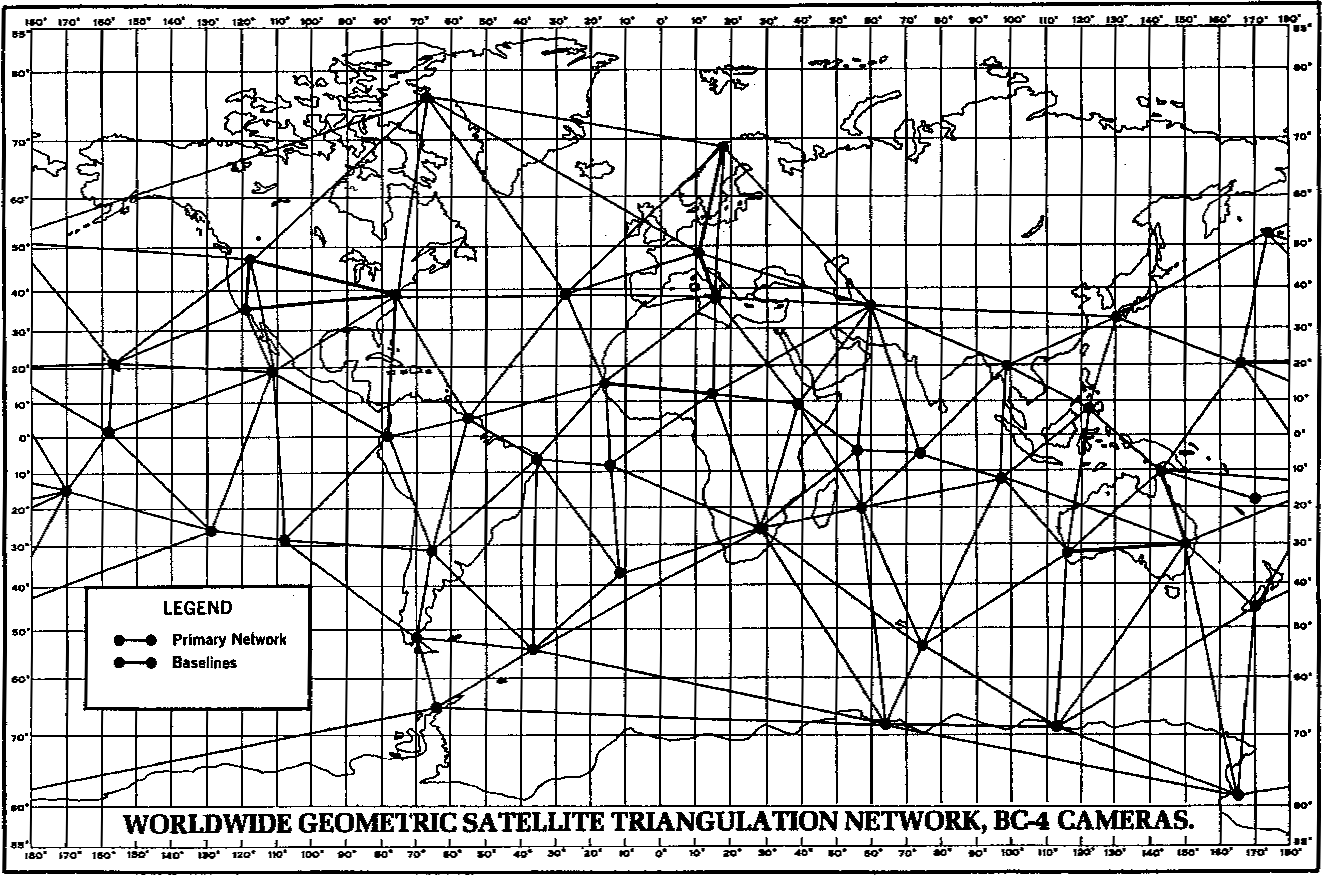
La rete mondiale di stazioni geodetiche BC-4 per la triangolazione satellitare, gestita dal NOAA. Le stazioni BC-4 fotografavano i passaggi dei satelliti ECHO e PAGEOS, la triangolazione tra le stazioni della rete serviva da base a un sistema riferimento geodetico. Questo sistema è stato utilizzato fino al 1972.

### Verso il Sistema Geodetico Mondiale (1970-1990)
Il sistema di satelliti Transit fu usato in maniera estensiva per la navigazione e il posizionamento. Le osservazioni di satelliti portate avanti da reti di triangolazione su base mondiale permisero di stabilire il Sistema Geodetico Mondiale. Tra il 1976 e il 1992 vengono lanciati i satelliti LAGEOS per misure geodetiche tramite laser ranging. A partire dagli anni '80 del XX secolo, il sistema GPS da parte degli Stati Uniti permise lo sviluppo di sistemi di navigazione e posizionamento ad alta precisione e divenne presto uno strumento standard per la geodesia. Tra gli anni '80 e '90 del XX secolo la geodesia spaziale ha iniziato ad essere utilizzata per il monitoraggio di fenomeni geodinamici come la deriva dei continenti, la rotazione della Terra e la misura della polodia.

### Era contemporanea (1990-oggi)

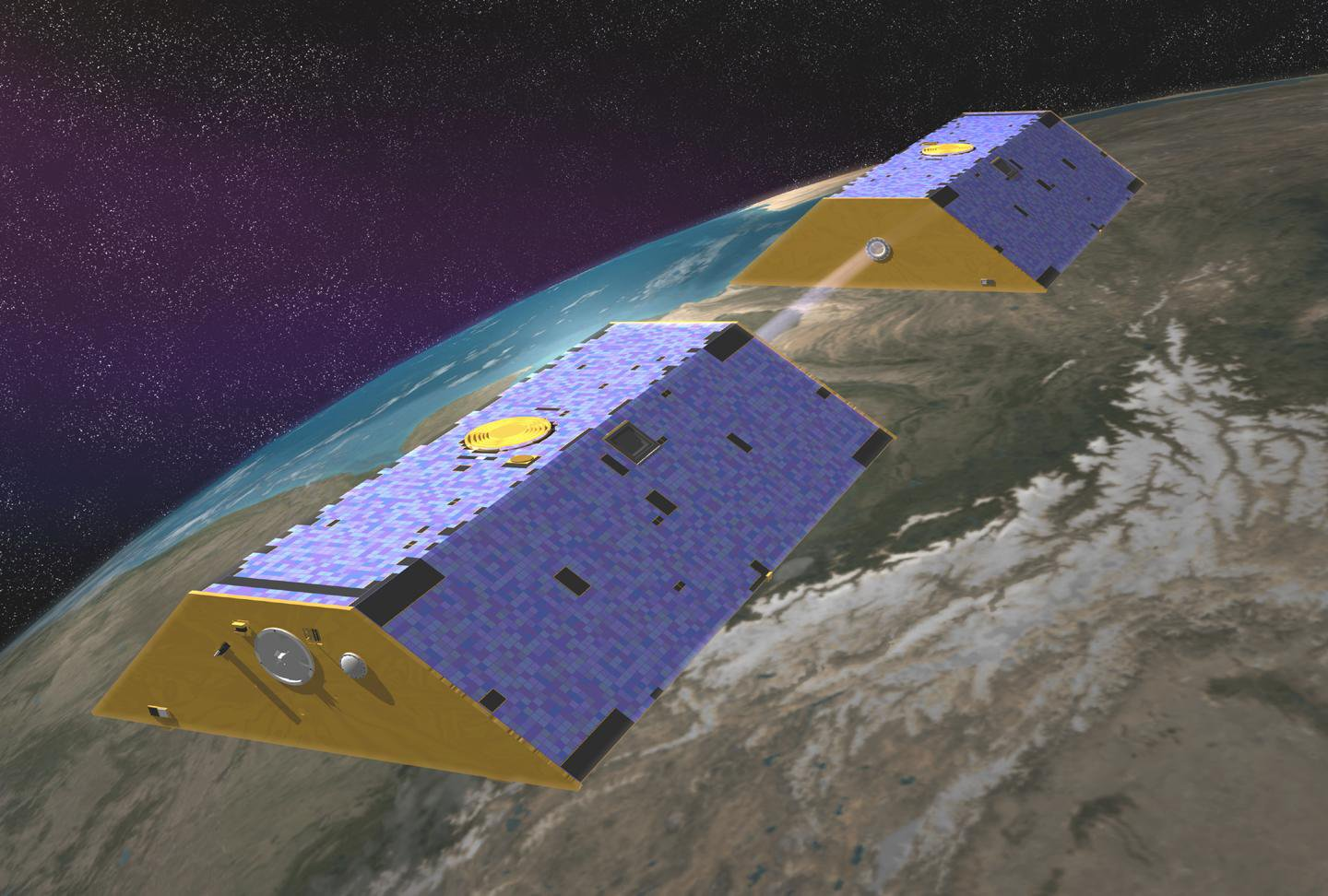
GRACE

La geodesia satellitare si focalizza sullo sviluppo di reti geodetiche permanenti e di sistemi di riferimento. Vengono lanciati satelliti dedicati alla misura del campo gravitazionale terrestre, come CHAMP, GRACE, e GOCE.

## Tecniche di geodesia satellitare

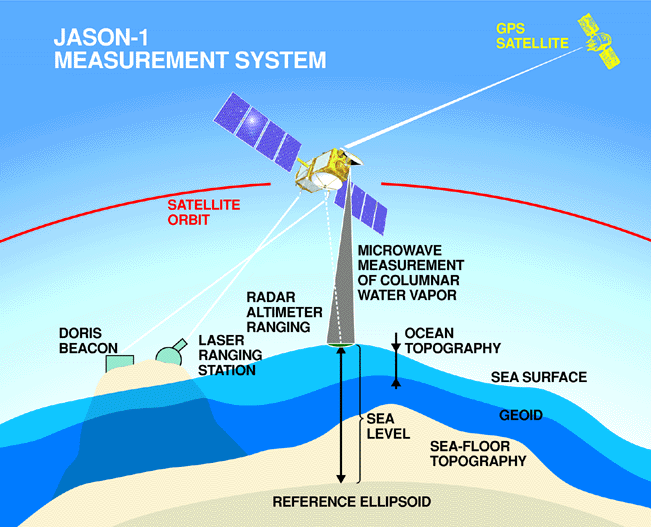
La missione Jason 1, lanciata nel 2001, combina diverse tecnologie di misura per geodesia, come il tracciamento Doppler (DORIS), il laser ranging satellitare, il posizionamento mediante GPS e l'altimetria da satellite.

Le tecniche di geodesia satellitare possono essere classificate in base alla piattaforma strumentale.
Un satellite può:
1. essere osservato mediante strumenti da Terra (metodi da Terra a Spazio);
2. portare strumenti o sensori o parte del suo payload per osservare la Terra (metodi da Spazio a Terra);
3. utilizzare i suoi strumenti per inseguire o essere inseguito da un altro satellite (metodi da Spazio a Spazio).

### Metodi da Terra a spazio

#### Inseguimento ottico
Un satellite può essere utilizzato come un bersaglio ad elevata altitudine per effettuare una triangolazione e ricavare così i rapporti geometrici tra la posizione di diverse stazioni di osservazioni. L'inseguimento ottico con camere BC-4, PC-1000, MOTS o Baker-Nunn consiste nel fotografare il satellite, o lampi di luce riflessi dal satellite, con delle stelle di riferimento sullo sfondo. Le stelle di sfondo nella foto permettono di ricavare con precisione la direzione di puntamento della camera. Il posizionamento geodetico era realizzato quando tre camere puntavano contemporaneamente lo stesso satellite. Avendo una rete di stazioni a terra, con la triangolazione si poteva ricavare la geometria della rete di stazioni. Misurando poi la distanza tra due stazioni facenti parte della rete di osservazione, si può ricostruire con precisione la posizione di tutte le altre. Un grosso limite di questo sistema è che dipende fortemente dalle condizioni meteo, e le osservazioni simultanee di uno stesso satellite non sono sempre possibili. Per questo è stato soppiantato a partire dagli anni '70 del XX secolo da altri metodi, come quelli basati sull'effetto Doppler, che hanno anche l'ulteriore vantaggio di utilizzare strumentazione più economica e meno ingombrante.
Esempi: PAGEOS, ECHO 1

#### Effetto Doppler
Le tecniche di posizionamento basate sull'effetto Doppler prevedono la misura dello spostamento Doppler di un segnale di frequenza stabile e nota emesso da un satellite, registrato mentre il satellite si avvicina e si allontana rispetto ad un osservatore a terra. La frequenza del segnale misurato dall'osservatore dipende dalla velocità radiale relativa del satellite, che a sua volta è descritta dalle leggi della meccanica orbitale. Conoscendo l'orbita del satellite, dalla misura dell'effetto Doppler è possibile ricostruire la posizione dell'osservatore. Viceversa, se si conosce con precisione la posizione dell'osservatore, la misura dell'effetto Doppler può essere utilizzata per determinare con precisione l'orbita del satellite e studiare il campo gravitazionale della Terra
Nel caso del sistema DORIS (Doppler Orbitography and Radiopositioning Integrated by Satellite), sviluppato dal CNES, il ricevitore è a bordo del satellite, mentre la stazione di terra emette il segnale.
Esempi: Transit, DORIS

#### Uso geodetico dei sistemi GPS/GNSS
I sistemi di navigazione satellitare globale (GNSS) sono sistemi di posizionamento che permettono di determinare la posizione del ricevitore con l'approssimazione di alcuni metri. Il principale di questi sistemim GPS, consiste in una costellazione di 31 satelliti, di cui 24 operativi, in orbite circolari alte, con periodo di 12 ore, distribuite su 6 piani con inclinazione di 55°.
Il principio su cui si basa la localizzazione è la triangolazione. Ogni satellite trasmette un segnale contenente le effemeridi, le informazioni sulla sua posizione e un messaggio contenente il tempo esatto della trasmissione. Il ricevitore confronta il tempo della trasmissione con quello misurato da un proprio orologio interno, ricavando così il tempo impiegato dal segnale per arrivare dal satellite; questo intervallo di tempo è poi moltiplicato per la velocità della luce per ottenere una "pseudo-distanza", o pseudorange. Per determinare tempo e posizione del ricevitore con un errore di pochi metri, sono necessari 4 pseudorange. Metodi di raffinamento come la correzione cinematica in tempo reale o il GPS differenziale permettono di migliorare l'accuratezza portandola al livello del centimetro.
Nel campo della geodesia, i sistemi GNSS sono uno strumento economico ed efficace per misure di topografia e come riferimento temporale. La presenza del segnale GPS nello spazio permette di utilizzarlo anche per la determinazione orbitale e per il posizionamento relativo di un satellite rispetto a un altro satellite.
Esempi: GPS, GLONASS, Galileo

#### Laser ranging
La tecnica del laser ranging satellitare (SLR,Satellite Laser Ranging) consiste nella misura del tempo di volo di impulsi laser inviati da stazioni di Terra verso satelliti equipaggiati con appositi retroriflettori; in questo modo è possibile ricavare la posizione del satellite con la precisione di alcuni millimetri. Una rete mondiale di stazioni di laser ranging è gestita dall'International Laser Ranging Service, che si occupa di raccogliere e gestire i dati ricavati dalle stazioni di misura. I dati ottenuti dal laser ranging sono impiegati sia per impieghi di geodesia che per altri scopi scientifici, come lo studio dell'interazione Terra-Oceani-Atmosfera. In particolare, i dati di laser ranging sono impiegati per definire il Sistema di Riferimento Terrestre Internazionale (ITRF, International Terrestrial Reference Frame).
Attualmente è la tecnologia più precisa a disposizione per determinare la posizione di un satellite nel sistema di riferimento geocentrico, permettendo una migliore calibrazione dei radioaltimetri e di altri strumenti a bordo dei satelliti.
Esempi: LAGEOS, LARES

### Metodi da spazio a Terra

#### Radioaltimetri
Un radioaltimetro misura il tempo di volo di un impulso a microonde emesso dal satellite e riflesso dalla superficie della Terra per determinare la distanza del satellite dal suolo (altezza). Dall'altezza misurata vengono rimossi gli effetti dovuti all'atmosfera, alle maree e alle correnti per ottenere l'altezza del satellite rispetto al geoide. Conoscendo le effemeridi del satellite, è possibile determinare la distanza del satellite dal centro della Terra e il raggio dell'ellissoide terrestre nell'istante dell'osservazione; da questi dati si ricava quindi il geoide terrestre.
Esempi: Geosat, TOPEX/Poseidon, ERS, Jason, Envisat

#### Altimetria laser
Un altimetro laser misura il tempo di volo di un impulso laser (nello spettro visibile o infrarosso) emesso dal satellite e riflesso dalla superficie della Terra per determinare la distanza del satellite dal suolo (altezza). Altimetri LIDAR sono stati testati durante alcune missioni dello Space Shuttle, e sono stati impiegati sui satelliti ICESat e Calypso della NASA. Anche ESA e JAXA
hanno in programma missioni con tecnologia LIDAR.
Esempi: ICESat

#### Interferometria mediante radar ad apertura sintetica (InSAR)
L'interferometria mediante Radar ad Apertura Sintetica (InSAR) è una tecnica radar utilizzata nel campo della geodesia e del telerilevamento. La tecnica InSAR utilizza le immagini ottenute da due o più radar ad apertura sintetica (SAR) per generare mappe delle deformazioni della superficie terrestre o modelli digitali di elevazione, mediante le differenze di fase delle onde riflesse verso il satellite.
Questa tecnica permette potenzialmente di misurare deformazioni dell'ordine del centimetro nell'arco di giorni o anni, e può quindi essere applicata per il monitoraggio di catastrofi naturali, terremoti, vulcani e frane. Inoltre può essere utilizzata nell'ambito dell'ingegneria strutturale, in particolare per il monitoraggio della subsidenza o della stabilità strutturale.
Esempi: TerraSAR-X, COSMO-SkyMed

#### Gradiometro gravimetrico
Un gradiometro gravimetrico è in grado di determinare in tempo reale le componenti del vettore accelerazione di gravità; il gradiente di gravità è la derivata spaziale del vettore gravità. Il gradiente può essere visto come la variazione di una componente del vettore gravità misurata su una piccola distanza; quindi il gradiente può essere misurato determinando la differenza dell'accelerazione di gravità in due punti vicini ma distinti. Questo principio è impiegato in molti strumenti portatili per il rilievo geofisico. Il gradiente di gravità in un punto è un tensore, essendo la derivata di ogni componente del vettore gravità lungo ogni asse del sistema di riferimento. Quindi un satellite che portasse a bordo un gradiometro gravimetrico potrebbe misurare il valore di tutte le componenti del vettore gravità lungo la sua traiettoria; in questo modo è possibile ottenere un modello accurato del campo gravitazionale in tempo reale, mappando la componente normale del vettore gravità e le anomalie gravitazionali. Un sistema di questo tipo è stato impiegato per la prima volta nella missione GOCE..
Esempio: GOCE

### Metodi da spazio a spazio

#### Tracciamento da satellite a satellite
Questa tecnica utilizza un satellite per tracciare la traiettoria di un altro satellite; ne esistono numerose varianti che possono essere utilizzate per scopi precisi come lo studio del campo gravitazionale o il miglioramento della determinazione delle orbite.
- Un satellite su un'orbita a media altitudine può essere utilizzato come ripetitore per collegare una stazione di terra a un satellite su un'orbita bassa; in questo modo la stazione può inviare e ricevere dati dal satellite in orbita bassa anche quando quest'ultimo si trova al di sotto dell'orizzonte e non è accessibile con un collegamento radio diretto. Il primo esperimento di tracciamento da satellite a satellite in una configurazione che prevedeva un satellite in orbita bassa e uno in orbita alta è stato effettuato nel tra i satelliti ATS-6 e GEOS-3. I dati acquisiti servirono a valutare il potenziale di questa tecnica sia per il raffinamento dei modelli di determinazione orbitale che per lo studio del campo gravitazionale.[25]
- Due satelliti in orbita bassa possono tracciare le loro rispettive posizioni osservando le differenze orbitali dovute alla loro diversa posizione su una stessa orbita; a causa della diversa posizione, infatti, subiscono differenti accelerazioni gravitazionali. Questa tecnica è stata impiegata nella missione GRACE.

Esempio: GRACE

#### Utilizzo dei sistemi di navigazione satellitare(GNSS)
I sistemi di navigazione satellitare (GNSS) possono essere utilizzati per determinare la posizione di un satellite su una orbita bassa. I sistemi GNSS sono costituiti da costellazioni di satelliti su orbite alte di cui si conosce la posizione con elevata precisione, come ad esempio i sistemi GPS, GLONASS e Galileo.
Questa tecnica è stata impiegata in alcune missioni, generalmente in accoppiamento con altre tecniche di posizionamento da stazioni di terra, come il laser ranging o il posizionamento mediante effetto Doppler; un esempio di applicazione sono le missioni Jason 1, GOCE e GRACE.
Esempi: Jason 1, GOCE, GRACE

## Lista di satelliti per geodesia
- ANNA-1B, su nssdc.gsfc.nasa.gov.
- Beidou
- BLITS
- CHAMP
- Diadème, su ilrs.gsfc.nasa.gov.
- Echo
- Envisat
- ERS-1
- ERS-2
- Etalon, su ilrs.gsfc.nasa.gov.
- Experimental Geodetic Payload "Ajisai"
- Explorer program
- Galileo
- GEO-IK
- GEOS-3, su ilrs.gsfc.nasa.gov.
- Geosat
- Geosat Follow-On
- GFZ-1, su ilrs.gsfc.nasa.gov.
- GLONASS
- GRACE
- GOCE
- GPS
- ICESat-1
- ICESat-2
- LAGEOS
- LARES
- Larets, su ilrs.gsfc.nasa.gov.
- Laser Reflecting Equipment (LRE), su ilrs.gsfc.nasa.gov.
- PAGEOS
- Seasat
- Starlette, su ilrs.gsfc.nasa.gov.
- Stella, su ilrs.gsfc.nasa.gov.
- TOPEX/Poseidon
- TRANSIT
- WESTPAC, su ilrs.gsfc.nasa.gov.